# 多數決原則
多數決原則（英語：Majority rule）又稱多數統治、少数服从多数，指社會群體以表決方式處理事務或進行選舉時，由擁有過半人數支持的選項勝出。

## 多數制
雖然多數制經常被誤認為是過半數規則，但是兩者是有分別的。多數制中，得票最多的獲選，無論是否超過票數的百分之五十。所以，當只有兩種選擇時，多數制才算是使用過半數規則。但是，當有兩個以上的選擇，在多數制下，只要取得最多票即獲選，不一定會超過票數的百分之五十。

## 過半數規則
過半數規則常見於議事組織，選擇的方案以取得超過半數選票通過。參與者討論並修訂提案的不同版本，直至最終版本出爐，交付組織成員以過半數規則決定通過抑或否決。通常使用此規則來支持或反對若干決定。有學者反對濫用此規則，因為一些民主社會的重要價值可能因此被犧牲，指出在政治上過半數規則可能導致「多數人暴政」，並提倡以憲法和更高的絕對多數對政府權力加以限制來減輕這些影響。
不過，有些投票理論家則認為，過半數規則實際上可能是保護少數者利益的最好規則。這是如罗伯特议事规则等指引所訂明的規則。此外，大部分團體的议事规则訂明，在某些情況下，若有絕大多數（如三分之二）的票數支持，可重新討論已由過半數規則通過的提案。在非議事情況下，過半數規則可應用於公民投票。

## 多數決的限制
以下事項不適宜採取多數決：
- 客觀存在的事實；
- 自然界的法則；
- 純屬個人，而與他人或公眾事務無關的事務；
- 科學上已知並經實驗證明的事實；
- 以多數決來廢除多數決的原則；或
- 限制或剝奪少數人的基本權利。